# Кастиљионе Мантовано (Мантова)
Кастиљионе Мантовано је насеље у Италији у округу Мантова, региону Ломбардија.
Према процени из 2011. у насељу је живело 695 становника. Насеље се налази на надморској висини од 36 м.